# Wilhem Asmus Doering
Pour l’article homonyme, voir Doering.
Wilhem Asmus Doering, poète allemand, né en 1789 à Cassel (landgraviat de Hesse-Cassel), mort en 1833.

## Œuvres
On a de lui deux drames : 
- Cervantes, 1809 ;
- Albert le Sage, 1825.

et quatre tragédies : 
- Posa  ;
- le Fidèle Ecfcer, 1822 ;
- Zénobie, 1823 ;
- le Secret du tombeau, 1824.

Il a donné plusieurs opéras, plusieurs romans et des nouvelles en prose et en vers. Il fournit un grand nombre d'articles aux journaux littéraires des états allemands, et fonda lui-même deux journaux, l'Iris, en 1816, et le Kaléidoscope, en 1819.